# Студія Магарич
Студія «МАГАРИЧ» — гумористичний проект, головна мета якого — створення та пропаганда сучасного українського естрадного гумору.

## Історія проекту
Студія «МАГАРИЧ» з'явилась восени 2006 року, завдяки об'єднанню в один колектив представників двох команд КВН: «Три крапки» м.Івано-Франківськ (М.Куцик, М.Сичевський, О.Перепелиця) та «Ураган» м.Львів (Я.Стень, Б.Гациляк, К.Палиця, А.Німець).

8 грудня 2006 року — перший виступ в нічному клубі «Мі100» у Львові — вважається офіційним днем народженням колективу.
З першого дня створення колектив співпрацював зі Студією Квартал-95. В перші кілька місяців колектив не мав власної назви, тому представлявся як "проект «Студії Квартал-95».
З 2006 по 2009 рік Студія «МАГАРИЧ» була резидентом Нічного клубу «Мі100» у місті Львові, де щотижня представляла гумористичну програму у форматі «Нічний Квартал Львів» (було створено 63-и повноцінних гумористичних програм).
Назва колективу «Магарич» з'явилась при підготовці до участі в телевізійному проекті «Бійцівський клуб» на телеканалі «Інтер».
З 2009 року Студія «МАГАРИЧ» представляється виключно під власним брендом.
З весни 2009 року Студія «МАГАРИЧ» проводить сольні телевізійні гумористичні концерти за участю зірок української естради, які транслюються регіональними західно-українськими телеканалами.

## Склад Студії «МАГАРИЧ»
- Микола Куцик «Вуйко» — автор, актор, ідейний лідер колективу
- Стень Ярослав «Сєня» — автор та актор
- Гациляк Богдан «Бооб» — автор та актор
- Сичевський Микола «Коля» — автор та актор
- Палиця Кирило «Заяц» — автор та актор (був учасником колективу з 2006 р. до осені 2013 р.)
- Німець Андрій «Фріц» — звукорежисер та автор
- Бланар Олексій — автор, виконує певні адміністративні функції (був учасником колективу з 2008 р. до 2011 р.)
- Перепелиця Олександр — автор, актор (був учасником колективу з 2006 р. до літа 2007 р.)
- В квітні 2010 року до колективу на посаду виконавчого директора приєднався Андрій Бутенко.
- З вересня 2010 року Андрій Бутенко — директор колективу
- У 2011 році до колективу приєднався Король Юрій — автор та актор «крупного плану»
- У 2011 році до колективу приєднався Рихлик Юрій — концертний директор (був учасником колективу з 2011 р. до літа 2012 р.)

Як запрошені гості в концертах Студії «Магарич» брали участь:

Тарас Чубай, Коля Серга, Іван Дорн, Віталій Козловський, «Піккардійська Терція», група «Ot Vinta», група «ФлайzZzа», група «LAMA», Павло Табаков, група «Лесик BAND», Дзідзьо, Олександр Воєвуцький, Олена Корнєєва, група «SEX SHOP BOYS», Олег Григорєв, акробатичний квартет «Тран4рмер», Андріана, Наталка Карпа, Владіслав Левицький, група «Гламур», група «Шоколадка», група «ENER.G», група «Zоряна», «Орфей +», Людмила Ясінська, Ліля Ваврін, група «MIRAMI», співак Бондарчук, Олеся Киричук, Володимир Окілко, Андрій Князь, Мія, група «Мальдіви», Максим Новицький, Андрій Заліско.
Постійний учасник концертів Студії «Магарич» — шоу-балет «DALKROZ».

## Проекти Студії «Магарич»
Концерти Студії «Магарич»:
2009 рік:
1. «МАГАРИЧ у кожну хату». — Івано-Франківський академічний обласний музично-драматичний театр імені Івана Франка, Львівська обласна філармонія.
2. «Україна має МАГАРИЧ». — Львівська обласна філармонія
3. «Новорічний МАГАРИЧ». — Львівська обласна філармонія

2010 рік:
1. «З 8-им разом». — Львівська обласна філармонія
2. «Курс на літо». — Національний академічний український драматичний театр імені Марії Заньковецької
3. «НЕопалювальний сезон». — Національний академічний український драматичний театр імені Марії Заньковецької
4. «З Новим Шоком». — Національний академічний український драматичний театр імені Марії Заньковецької

2011 рік:
1. «Ол ін Клюзів». — Національний академічний український драматичний театр імені Марії Заньковецької
2. «Сміх крізь Осінь» — Національний академічний український драматичний театр імені Марії Заньковецької.
3. Концерт «3 в 1» — Національний академічний український драматичний театр імені Марії Заньковецької

«Свято Вареника»

Окрім власних гумористичних концертів Студія Магарич, починаючи з 2010 року, щорічно проводить у Львові «Свято Вареника».
«Подаруй дітям свято»

Студія «МАГАРИЧ» є ініціатором та організатором щорічного дитячого свята «Подаруй дітям свято» приуроченому Дню Захисту Дітей.
«Анекдот за МАГАРИЧ»

У вересні 2010 року на львівському телеканалі НТА зявилося перше шоу, яке зняла та продюсувала Студія «МАГАРИЧ» — народне шоу «Анекдот за МАГАРИЧ», ведучий програми — актор Студії «МАГАРИЧ» — Стень Ярослав.
Телевізійні сценарії
Авторська група Студії «МАГАРИЧ» як сценаристи брала участь у створенні таких телевізійних проектів на телеканалі 1+1:
- Смакуємо
- Зірка + Зірка
- Зірка + Зірка — 2
- ГПУ
- Дикі та Смішні
- Я люблю Україну